# العلاقات الطاجيكستانية الغامبية
العلاقات الطاجيكستانية الغامبية هي العلاقات الثنائية التي تجمع بين طاجيكستان وغامبيا.

## مقارنة بين البلدين
هذه مقارنة عامة ومرجعية للدولتين:
| وجه المقارنة                                              | طاجيكستان                          | غامبيا       |
| --------------------------------------------------------- | ---------------------------------- | ------------ |
| المساحة (كم2)                                             | 143.10 ألف                         | 11.30 ألف    |
| عدد السكان (نسمة)                                         | 8.92 مليون                         | 2.10 مليون   |
| الكثافة السكانية (ن./كم²)                                 | 62.33                              | 185.84       |
| العاصمة                                                   | دوشنبه                             | بانجول       |
| اللغة الرسمية                                             | اللغة الطاجيكية                    | لغة إنجليزية |
| العملة                                                    | ساماني طاجيكي، الروبل الطاجيكستاني | دالاسي غامبي |
| الناتج المحلي الإجمالي (بليون دولار)                      | 7.15 مليار                         | 1.01 مليار   |
| الناتج المحلي الإجمالي (تعادل القوة الشرائية) بليون دولار | 24.03 مليار                        | 3.34 مليار   |
| الناتج المحلي الإجمالي الاسمي للفرد دولار أمريكي          | 925                                | 471          |
| الناتج المحلي الإجمالي للفرد دولار أمريكي                 | 2.69 ألف                           |              |
| مؤشر التنمية البشرية                                      | 0.624                              | 0.441        |
| رمز المكالمات الدولي                                      | +992                               | +220         |
| رمز الإنترنت                                              | .tj                                | .gm          |
| المنطقة الزمنية                                           | ت ع م+05:00                        | 00           |

## منظمات دولية مشتركة
يشترك البلدان في عضوية مجموعة من المنظمات الدولية، منها:
| علم المنظمة | اسم المنظمة                        | تاريخ انضمام طاجيكستان | تاريخ انضمام غامبيا |
| ----------- | ---------------------------------- | ---------------------- | ------------------- |
|             | مؤسسة التنمية الدولية              | 4 يونيو 1993           | 18 أكتوبر 1967      |
|             | مؤسسة التمويل الدولية              | 2 ديسمبر 1994          | 19 سبتمبر 1983      |
|             | منظمة حظر الأسلحة الكيميائية       | ?                      | ?                   |
|             | الأمم المتحدة                      | 2 مارس 1992            | 21 سبتمبر 1965      |
|             | الاتحاد الدولي للاتصالات           | 28 أبريل 1994          | 27 مايو 1974        |
|             | منظمة التعاون الإسلامي             | ?                      | ?                   |
|             | منظمة الشرطة الجنائية الدولية      | ?                      | ?                   |
|             | الاتحاد البريدي العالمي            | ?                      | ?                   |
|             | البنك الدولي للإنشاء والتعمير      | 4 يونيو 1993           | 18 أكتوبر 1967      |
|             | وكالة ضمان الاستثمار متعدد الأطراف | 9 ديسمبر 2002          | 11 سبتمبر 1992      |
|             | يونسكو                             | 6 أبريل 1993           | 1 أغسطس 1973        |

## وصلات خارجية
- موقع وزارة الخارجية الغامبية